# Heinrich Biltz
Heinrich Biltz (Berlim, 26 de maio de 1865 — Breslávia, 29 de outubro de 1943) foi um conhecido químico alemão e professor.

## Vida e carreira
Filho de Karl Friedrich Biltz, que era um estudioso da literatura e crítico de teatro. Após seu diploma de admissão à universidade na Royal Grammar School (Königliches Wilhelm-Gymnasium) em Berlim, em 1885, Heinrich começou a estudar química na Universidade Humboldt de Berlim, aluno de August Wilhelm von Hofmann, e depois na Universidade de Göttingen, aluno de Viktor Meyer.
De 8 de julho de 1891 a 1897, Heinrich foi professor de química na Universidade de Greifswald. Em 1897, ele se tornou professor do Departamento de Química Inorgânica na Universidade de Kiel, onde continuou suas pesquisas sobre a determinação da densidade do vapor. Em 1908 ele teve sucesso sendo o primeiro a sintetizar a Fenitoína, que foi usada 30 anos depois como uma droga eficaz para o controle de distúrbios convulsivos.
Do outono de 1911 até sua aposentadoria em 1933, Heinrich lecionou no recém-formado Instituto Albert Ladenburg da Universidade de Breslau (Wroclaw) com sua ênfase principal nas reações químicas de substâncias orgânicas, especialmente as reações de Acetileno e Autoxidação. Ele concentrou suas atividades de pesquisa na química do ácido úrico. Ele alcançou e provou a degradação oxidativa completa do ácido úrico com vários agentes oxidantes.
O trabalho de Heinrich foi interrompido quando ele participou da Primeira Guerra Mundial como oficial da reserva. Após a guerra, ele aumentou consideravelmente suas atividades de pesquisa, muitas vezes em estreita cooperação com seu irmão mais novo Wilhelm Biltz, que também era professor de química e com outros químicos altamente renomados.
A Indústria química alemã criou em 1925 a Fundação Heinrich-Biltz, destinada a apoiar estudantes altamente qualificados. Em homenagem aos méritos de Heinrich Biltz, Walter Hückel publicou um obituário no jornal Chemische Berichte e anexou uma bibliografia completa de seu trabalho.[carece de fontes?]
Casou-se com Freya de la Motte Fouqué, filha de um médico em Kiel; Seu casamento permaneceu sem filhos.[carece de fontes?]

## Publicações selecionadas
- Biltz, Heinrich: ‚"Experimentelle Einführung in die Unorganische Chemie". Veit & Comp, Leipzig, later Walter de Gruyter. - Berlin [u. a.] 1. Aufl. 1898, 20. Auflage 1938, later continued by Wilhelm Klemm u. Werner Fischer
- Biltz, Heinrich: "Qualitative Analyse unorganischer Substanzen", 1. Auflage 1900, 13 und 14. Auflage 1936; Veit & Comp, Leipzig, later Walter de Gruyter
- Biltz, Heinrich; Biltz, Wilhelm: "Übungsbeispiele aus der unorganischen Experimentalchemie", 1. Auflage 1907; 3.und 4. Auflage 1920; Engelmann, Leipzig
- Heinrich Biltz works in Wiley Interscience:[8]
- Biltz, Heinrich works in Library of Congress:[9][10][11][12][13][14][15][16][17][18][19][20][21][22]
- Publicações de e sobre Heinrich Biltz no catálogo da Biblioteca Nacional da Alemanha[23]

- Este artigo foi inicialmente traduzido, total ou parcialmente, do artigo da Wikipédia em inglês cujo título é «Heinrich Biltz».